# Paula Frassinetti
Paula Frassinetti (ur. 3 marca 1809 roku w Genui we Włoszech, zm. 11 czerwca 1882 w Rzymie) – założycielka zgromadzenia Sióstr św. Doroty, święta katolicka.
Twierdzi się, że jej zwłoki uległy "samoistnej konserwacji", innymi słowy jej ciało nie uległo po śmierci zniszczeniu w zwykłym stopniu. Paula Frassinetti została ogłoszona błogosławioną 8 czerwca 1930 roku, a kanonizowana przez papieża Jana Pawła II 11 marca 1984.